# Лауферсвайлер
Лауферсвайлер (нім. Laufersweiler) — громада в Німеччині, розташована в землі Рейнланд-Пфальц. Входить до складу району Рейн-Гунсрюк. Складова частина об'єднання громад Кірхберг.
Площа — 6,79 км2. Населення становить 812 ос. (станом на 31 грудня 2020).